# Государственный музей природы Узбекистана
Государственный музей Природы Узбекистана находится в Ташкенте.
Музей находится в ведении Министерства по делам культуры Республики Узбекистан.
Музей имеет четыре 4 отдела: Геолого-географический отдел; Отдел флоры и фауны; Научно-просветительский отдел и Фондовый отдел. Всего в фондах музея насчитывается 400 тысяч единиц хранения, из которых 300 тысяч составляют насекомые, 11 тысяч — гербарные листы, также в фондах музея представлены зоологические и геологические материалы.

## История музея
Музей Природы является старейшим музеем Средней Азии и Ташкента. Он был создан в 1876 году по инициативе русских учёных — членов Туркестанского отделения Московского общества любителей природоведения, антропологии и этнографии. Первоначально, до 1917 года музей содержался за счёт благотворительных взносов частных лиц.
С 1918 года музей работал под эгидой Народного Университета Туркестана, а директором музея стал известный зоолог и путешественник Н. А. Зарудный. В это время музей назывался «Народный музей Туркестана». С февраля 1919 года стал располагаться в бывшей резиденции генерал-губернатора Туркестана, в так называемом «Белом доме». С 1921 года музей стал находиться в подчинении Комитета по делам музеев, охраны памятников старины, искусства и природы и получил название Главный музей Средней Азии. В этот период в фондах музея были экспонаты, относящиеся к геологии, географии, зоологии, этнографии, ботаники, археологии и нумизматики, антропологии, этномологии, а также военно-исторические экспонаты и предметы искусства. Позже военно-исторический и художественный отделы музея были закрыты, а экспонаты были переданы в Художественный музей и Музей Революции.
Музеем в разное время руководили выдающиеся учёные: Маджид Кадыри, Д. Н. Кашкаров, Е. П. Коровин, М. Е. Массон и Л. В. Ошанин.
В 1930 году Музей сельского хозяйства и Зоологический сад, а также отделы геологии, географии, ботаники, зоологии и антропологии Музея природы были объединены и получили название Среднеазиатский музей природы и производственных сил (САМППС). В январе 1935 года сектор природы САМППСа был преобразован в Государственный музей природы Узбекистана и стал располагаться в Ташкенте в доме 16 по улице Сагбан.
В 1944 году Государственный музей Узбекистана был передан в подчинение Академии Наук Узбекской ССР и стал называться «Музей природы». В 1963 году музей был выведен из структуры Академии Наук Узбекской ССР и передан в ведомственное подчинение Министерству культуры Узбекистана.
В 1976 году музей награждён орденом «Знак Почёта».